# Рупово Брдо
Рупово Брдо је насељено мјесто у општини Милићи, Република Српска, БиХ. Према попису становништва из 2013. у насељу је живјело свега 20 становника.

## Историја
Рупово Брдо су 10. јуна 1992. напале муслиманске оружане снаге из околних мјеста и том приликом убиле 5 српских цивила. Село је нападнуто и три године касније из заштићене зоне Сребреница, када је такође страдало 5 мјештана српске националности.

## Становништво
| Демографија | Демографија | Демографија |
| Година      | Становника  | Становника  |
| ----------- | ----------- | ----------- |
| 1971.       | 134         |             |
| 1981.       | 132         |             |
| 1991.       | 125         |             |